# Un chapardeur a disparu
Un chapardeur a disparu (titre original : Poor Stainless) est une nouvelle de l'écrivaine britannique Mary Norton, parue au Royaume-Uni en 1966 et en France en 1984 chez L'École des loisirs et faisant partie de la série Les Chapardeurs.
La nouvelle se passe avant les événements relatés dans la saga des Chapardeurs.

## Résumé
Homily raconte à sa fille, Arrietty, des histoires sur son enfance. Elle lui raconte notamment l'histoire de Stainless, le plus jeune fils de la famille Rémouleur. C'était un enfant adoré des adultes mais détesté par les enfants à cause de son mauvais comportement avec ceux-ci. Un jour, il est envoyé emprunter du persil et disparaît. Les autres chapardeurs organisent alors les recherches dans toute la maison et Homily est sollicitée (c'est ainsi que pour la première fois, Homily rencontra la famille des dessus-de-cheminée). Leur recherche n'aboutissant pas, ils finirent par abandonner. Cependant, alors qu'Homily et sa sœur étaient en train de coudre des brassards noirs de deuil en la mémoire de Stainless, celui-ci refait surface par le plafond en tenant avec lui un morceau de réglisse. Il s'avère que, pour ne pas être vu par Mrs Driver, il se soit caché dans le panier de la gouvernante. En allant faire ses courses, Stainless s'est échappé et s'est installé dans le magasin de bonbon pendant une semaine. Il en profita pour manger plein de friandises. Il finit par revenir à la maison grâce au même panier de Mrs Driver. Cependant, en raison de sa gourmandise, Stainless a perdu son joli teint.